# Howard Carter
Pour les articles homonymes, voir Howard Carter (basket-ball) et Carter.
Howard Carter, né à Londres le 9 mai 1874 et mort dans la même ville le 2 mars 1939, est un archéologue et égyptologue britannique.
Il est principalement connu pour avoir découvert le 4 novembre 1922 le tombeau de Toutânkhamon, pharaon de la XVIIIe dynastie (Nouvel Empire).
Il sera par la suite soupçonné par divers égyptologues d'avoir dérobé plusieurs artefacts appartenant au tombeau deToutânkhamon. Selon The Guardian,  Howard Carter aurait "indiscutablement volé dans la tombe" du pharaon en "s'introduisant plusieurs fois secrètement dans la chambre funéraire" .

## Biographie
Né à Kensington, Howard Carter est le fils de Samuel John Carter, un peintre animalier et paysagiste dont il hérite des talents de dessinateur et d'aquarelliste, et de Martha Joyce (née Sands) Carter. Il passe son enfance dans le bourg de Swaffham. D'une santé fragile, il est contraint d'y suivre ses cours à domicile dans la maison de campagne de Sporle Role Cottage et accompagne parfois son père. C'est au cours d'une séance de peinture de son père dans la maison de campagne de Lord Amherst of Hackney, collectionneur d'antiquités égyptiennes, que naît sa vocation d'égyptologue.
Il a dix-sept ans lorsqu'il est présenté à Percy Edward Newberry, un égyptologue de la Société d'exploration de l'Égypte, créée par Amelia Edwards, qui l'engage pour recopier à l'aquarelle les fresques des tombes de Beni Hassan.

### Premières fouilles
Howard Carter continue avec le temple funéraire de Montouhotep II à Deir el-Bahari où il découvre une superbe statue blanche du pharaon portant la couronne rouge de Basse-Égypte après que son cheval ait mis les jambes accidentellement dans une cavité souterraine annexe du temple.
Le jeune homme britannique est aussitôt charmé par l'Égypte et il se passionne pour les fouilles.
Continuant de reproduire sur papier les divers bas-reliefs et inscriptions, il travaille bientôt aux côtés de Flinders Petrie à Amarna. Peu estimé par cet archéologue réputé pour son caractère trempé, il est rapidement remercié en 1893. Il revient ensuite à Deir el-Bahari, y travaille de 1894 à 1899 aux côtés d'Henri Édouard Naville afin notamment de reproduire les bas-reliefs du temple d'Amon, érigé par Hatchepsout. Il rencontre le directeur du service des Antiquités égyptiennes Gaston Maspero, lequel semble l'apprécier. En 1900, Maspero l'y nomme inspecteur général des monuments en Haute-Égypte.
En 1902, il entame les fouilles de la vallée des Rois pour le compte de Theodore Monroe Davis, découvre les tombes pillées de la reine Hatchepsout et du pharaon Thoutmôsis IV.
Début 1905, un groupe de Français fortunés pénètre de force dans le Sérapéum et, ne voyant rien à cause de l'obscurité des lieux, réclame aux gardiens du site le remboursement des billets d'entrée. Carter prend fait et cause pour les gardiens et leur oppose un refus justifié. La discussion dégénère en bagarre. Les visiteurs portent plainte. Carter refusant de s'excuser, le consul général britannique Lord Cromer le contraint à démissionner du Service des Antiquités. Il reste dans la région où il vit en vendant ses aquarelles aux touristes européens et son expertise à des marchands d'antiquités.
Lord Carnarvon, richissime mécène féru d'archéologie, fouille depuis deux années en amateur, sans grand succès, la vallée des Rois. Souffrant de la poitrine à la suite d'un accident de voiture et devant éviter le climat humide hivernal du Royaume-Uni, il désire s'adjoindre les conseils d'un homme de terrain averti. Carter qui travaille en Égypte depuis 1892, tantôt au service des fouilles étrangères, tantôt comme aquarelliste vendant ses œuvres aux touristes amateurs de jolis souvenirs, se fait engager en 1907 par Lord Carnarvon. C'est Maspero, qui regrette d'avoir dû se séparer du jeune homme, qui le présente à l'aristocrate britannique.
Les deux Britanniques explorent la nécropole thébaine, sans résultat significatif. À partir de 1912, ils travaillent dans le delta du Nil, qu'ils doivent abandonner après une invasion de cobras.

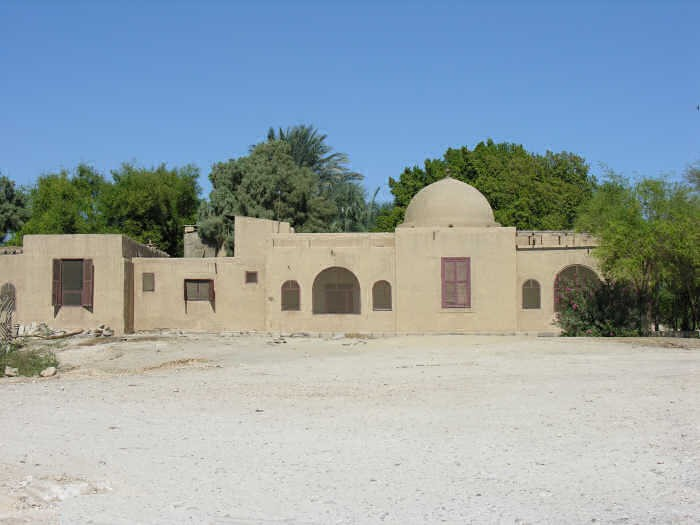
La maison Carter.

En 1915, ils reprennent la concession arrivée à expiration de Theodore Monroe Davis, qui est persuadé que la vallée des Rois avait livré tous ses secrets. Après que l'équipe a exhumé des jarres et des sceaux au nom de Toutânkhamon, Carter recherche sa tombe perdue depuis 1917, près du soubassement rocheux de la vallée, où il suppose qu'elle se trouve.
En 1922, les maigres découvertes alourdissant les dépenses que doit supporter lord Carnarvon, celui-ci annonce son intention d'arrêter. Carter demande de poursuivre une année de plus ; il affirme qu'il assumera le coût de cette année supplémentaire. Lord Carnarvon accepte de continuer une année et consent à financer cette dernière campagne.

### La découverte du tombeau de Toutânkhamon

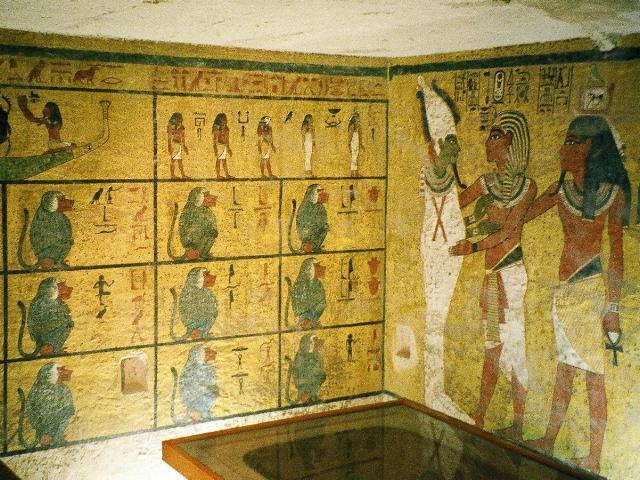
La tombe de Toutânkhamon.

Ses recherches au bas de la vallée restant infructueuses, Howard Carter s'intéresse à un périmètre dont il constate que nul ne l'a jamais prospecté car étant situé près de l'entrée du tombeau de Ramsès VI, lieu très prisé par les touristes. En bloquer l'accès aurait pu provoquer des protestations. Pourtant Carter, jouant le tout pour le tout, décide d'y installer son chantier pour ce qui sera sa dernière tentative. Le 1er novembre 1922, les fouilles commencent et Carter découvre rapidement les fondations de cabanes d'ouvriers ayant œuvré au creusement de la tombe de Ramsès VI. L'archéologue acquiert alors la certitude que cet endroit de la vallée est entièrement vierge de fouilles modernes. Lord Carnarvon est au Royaume-Uni, lorsque, le 4 novembre 1922 à l'aube, les archéologues dégagent une marche, puis d'autres. Le soir, Carter se tient devant une porte, portant le sceau de la nécropole royale annonçant qu'il se trouve devant la tombe d'un grand personnage. L'ouverture de cette porte est effectuée le 25 novembre, donnant accès à un couloir de 7,60 mètres de long creusé dans la roche et rempli de gravats. Howard Carter constate plusieurs traces de passage, ce qui lui fait croire que la tombe a elle aussi été pillée.

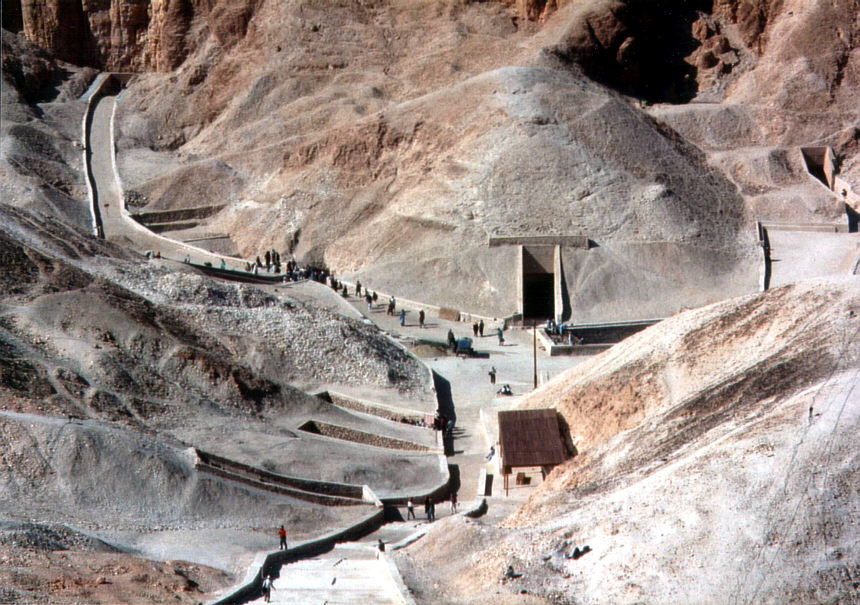
La tombe KV62 dans la vallée des Rois.

Cette tombe est la 62e à être découverte dans la vallée des Rois.

### Derniers travaux
Bon nombre de personnes viennent voir de leurs propres yeux les merveilles de la découverte d'Howard Carter. Tous les journalistes sont en permanence aux abords de la tombe de Toutânkhamon ainsi qu'une foule de badauds. Howard Carter se retire de ses fonctions, cherchant à fuir la marée de curieux que sa découverte avait suscitée. En 1923, il effectue de nombreux entretiens, notamment aux États-Unis où une véritable égyptomania, un engouement très fort pour l'égyptologie, était née grâce à sa découverte. Il y est vu comme une véritable vedette.

### Fin de vie
Les journalistes sur place font naître la légende de la malédiction du pharaon : en 1923, Carnarvon meurt, victime d'une septicémie due à une blessure faite en se rasant sur une piqûre de moustique ; de nombreux savants, déjà âgés au moment de la découverte, meurent par la suite. Pourtant, Howard Carter qui fut le premier à pénétrer dans la tombe, ne s'éteignit qu'en 1939, d'un lymphome de Hodgkin, à l'âge de soixante-quatre ans, soit dix-sept ans après la découverte du tombeau de Toutânkhamon.

## Publications
- (en) The Tomb of Thoutmôsis IV, Theodore M. Davis' Excavations, Bibân el Molûk 1, A. Constable, Westminster, 1904.
- (en) Avec Henri Édouard Naville et Theodore Monroe Davis, The Tomb of Hâtshopsîtû, Theodore M. Davis' Excavations, Bibân El Molûk, A. Constable, Londres, 1906.
- (en) Avec A. Cruttenden Mace, The Tomb of Tut-Ankh-Amen, 3 vol., Cassell, Londres, 1923.
- (en) The Tomb of Tut-ankh-amen, Statements, as to the events which occured in Egypt in the winter of 1923-24, menant à la rupture ultime avec le gouvernement égyptien, Cassell, Londres, 1924.
- (de) Avec A. C. Mace, Tut-ench-Amun, Leipzig, 1924.
- (en) Avec A. C. Mace, The Tomb of Tut-Ankh-Amen, Cassell, Londres, 1927-1930.
- (en) Unpublished notes and papers, Griffith Institute, Oxford.
- La fabuleuse découverte de la tombe de Toutânkhamon - 5 novembre 1922 : L'auteur découvre le sarcophage royal [détail des éditions].
- (pl) Avec A. C. Mace, Odkrycie grobowca Tutanchamona, Varsovie, (posthume), 1997.

## Évocation
La série Tutankhamun évoque les recherches et le travail d'Howard Carter alors qu'il explore la vallée des Rois dans le but d'y retrouver la tombe du pharaon Toutânkhamon.
Le roman L'affaire Toutânkhamon de Christian Jacq, publié en 1992. Il raconte la rencontre entre Lord Carnarvon et Howard Carter, et la découverte du tombeau oublié de Toutânkhamon.